# Ehud Asherie

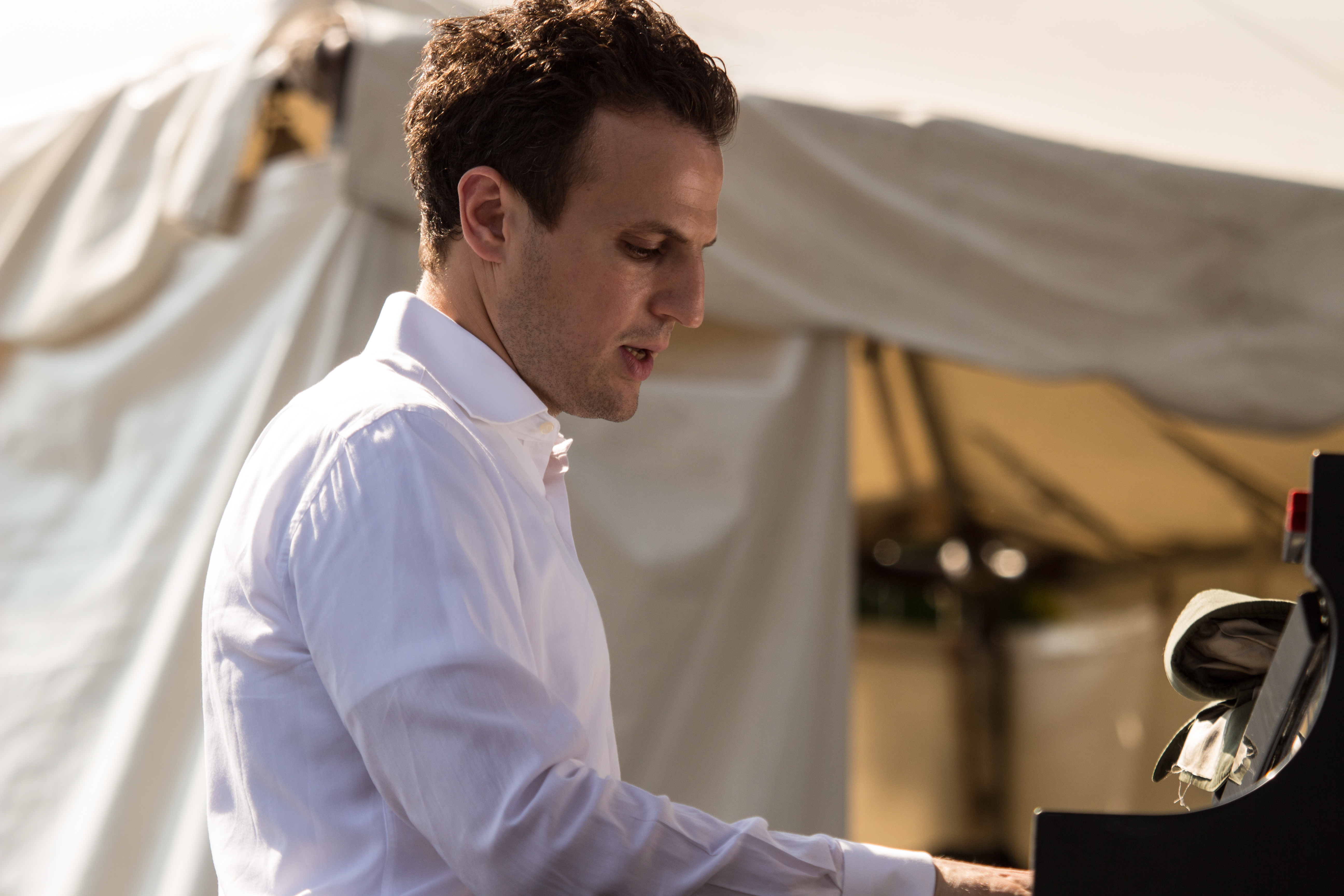
Ehud Asherie, 2015

Ehud Asherie (* 20. Dezember 1979 in Israel) ist ein israelisch-amerikanischer Jazzmusiker (Piano, Orgel).

## Leben
Asherie lebte in der Kindheit für sechs Jahre in Italien, bevor er neunjährig mit seiner Familie in die Vereinigten Staaten emigrierte. 1997 und 1998 studierte er Jazz an der New School University; auch nahm er Privatunterricht bei Frank Hewitt. Stilistisch sowohl am Stride-Piano seiner Vorbilder Earl Hines und Teddy Wilson als auch den Spielweisen des modernen Jazzpiano orientiert, veröffentlichte er 2000 mit seinem Trio65, mit Joseph Lepore (Bass) und Tommaso Cappellato (Schlagzeug), sein Debütalbum mit Kompositionen von Billy Strayhorn. Seitdem legte er als Pianist eine Reihe von Alben auf dem Label Posi-Tone vor, u. a. mit dem Trompeter Ryan Kisor als Gastmusiker. 2010 spielte er ein Soloalbum mit Kompositionen u. a. von James P. Johnson (Harlem Strut), Duke Ellington (Drop Me Off in Harlem) und Thelonious Monk (52nd Street Theme) ein; 2011 nahm er mit Harry Allen auf. Als Organist leitet er mit dem Gitarristen Bina Coquet das Bossa-Nova-Ensemble Bina & Ehud, mit dem die Produktion Samba De Gringo 2 (2007) entstand. Asherie tritt regelmäßig im New Yorker Jazzclub Smalls auf.

## Diskographische Hinweise
- Trio65 – Vol. 1: Music By Billy Strayhorn (NuJazzCity, 2000)
- Look Out (Posi-Tone, 2007), mit Joel Forbes, Phil Stewart, Grant Stewart, Ryan Kisor
- Swing Set (Posi-Tone, 2008), mit Neal Miner, Phil Stewart
- Modern Life (Posi-Tone, 2010), mit Harry Allen, Joel Forbes, Chuck Riggs
- Organic (Posi-Tone, 2010)
- Welcome to New York (Arbors, 2010) solo
- Ehud Asherie with Harry Allen: Upper West Side (Posi-Tone, 2012)
- Hilary Gardner/Ehud Asherie: The Late Set (Anzic Records, 2017)